# MH 44. Tóth Ágoston Tüzérdandár
A Magyar Honvédség 44. Tóth Ágoston Tüzérdandár, a Magyar Honvédség 2001-ben felszámolt egyik utolsó tüzérdandára/ezrede volt.
A Marcaliban lévő Petőfi Sándor Laktanyában, az ún. külső laktanyában volt elhelyezve.

## A szervezet rövid története
1962. április 10-én a 44. Tüzérezred Szolnokról Marcaliba diszlokált. 1966. őszén az ezredet az MN 5. Hadsereg közvetlen tüzérdandárrá szervezik.
1967. január 1-től a MN 44. Tüzérdandár nevet kapja. 
A parancsnokság, törzs, a 27. és a 43. tarackos tüzérosztály Marcaliban, a 32. és a 89. osztályok Várpalota helyőrségbe települtek. 
1987. márciusában a RUBIN-feladat értelmében a tüzérdandár hadsereg közvetlen alárendeltségből a tatai 1. Gépesített Hadtest alárendeltségébe került. 
1990. március 15-én a Magyar Néphadsereg Magyar Honvédséggé alakult át. A megváltozott politikai környezet értelmében az alakulat szervezete is többször változott.
1992-1995 között előkészítő törzs szervezettel működött. 1995. november 15-én előkészítő részleg szervezettel a MH 27. Magyar Bálint Páncéltörő Tüzérezred előkészítő törzsébe szervezték. A tüzérdandár 1997. augusztus 31-ével Kiskunhalas megalakítási helyőrséggel ezredszervezetre tért át. A hadrendből való végleges törlése 2001-ben következett be.

### Alegységei

#### 27. Tarackos Tüzérosztály
A tüzérdandár alárendeltségében, de önálló osztályként itt alakult meg 1966. szeptember 15-én. 1987. márciusában önállósága megszűnt, de továbbra is a tüzérdandár kötelékében maradt. Új megnevezése 1. ágyútarackos tüzérosztály lett.

#### 43. Tarackos Tüzérosztály
1966. szeptember 15-én a tüzérdandár önálló osztályaként alakult meg. Átfegyverzése után a hadsereg egyetlen 2SZ3 Akácija önjáró tarackos tüzérosztályává változott. Az önjáró tüzérosztály 1987. márciusában a hadsereg közvetlen MN 10. Tüzérdandár kötelékébe Várpalotára lett áthelyezve.

#### 90. Sorozatvető Osztály
1971. október 1-én Marcaliban alakult meg a tüzérdandár önálló osztályaként. Az osztály önállósága 1987. márciusában megszűnt, de továbbra is a tüzérdandár kötelékében maradt. 1992. márciusában kivonták a dandár alárendeltségéből és áthelyezték Tapolcára.

#### 67. Önálló Tüzér Felderítő Osztály
1985. január 1-én alakult meg hadsereg közvetlen alakulatként. Az osztályt 1987. márciusában Várpalotára helyezték.

#### 32. Tüzérosztály
A tüzérdandár fennállása során mindvégig Várpalota helyőrségben volt elhelyezve.

#### 89. Tüzérosztály
A tüzérdandár fennállása során mindvégig Várpalota helyőrségben volt elhelyezve.

## Parancsnokok
Az alakulat parancsnokai (a kinevezéskor viselt rendfokozattal)
- 1963-1964 Gazdag István őrnagy
- 1964-1968 Katona Imre alezredes
- 1968-1972 Gősi Ferenc alezredes
- 1972-1978 Bernáth Béla alezredes
- 1978-1984 Raposa Lajos ezredes
- 1984-1995 Hornok József ezredes